# Kommando Speer
Das Kommando Speer (auch Steinbearbeitungswerk Oranienburg) war ein im Rahmen des zwangsweisen Arbeitseinsatzes von KZ-Häftlingen während des Zweiten Weltkriegs in Oranienburg gebildetes Arbeitskommando aus Häftlingen des KZ Sachsenhausen.

## Geschichte
Das Kommando wurde 1941 gebildet, sein Einsatzort befand sich nördlich des Hafens des zum KZ Sachsenhausen gehörenden Klinkerwerkes Oranienburg. Um häufig aufgetretene Verwechselungen zwischen diesen beiden von der SS geführten Wirtschaftsbetrieben, die sich daraus ergaben, dass beide (zumindest zeitweise) gleichzeitig mit ähnlichen Aufgaben – nämlich der Bearbeitung von Steinen – befassten, zu beenden, ordnete der Leiter des SS-Wirtschafts- und Verwaltungshauptamtes (WVHA), Oswald Pohl, 1942 an, die Bezeichnungen Klinkerwerk und Kommando Speer in Großziegelwerk Oranienburg und Steinbearbeitungswerk Oranienburg zu ändern, was sich in der Praxis allerdings nur begrenzt durchsetzte.
Bis 1942 wurde das Kommando Speer für den Auf- und Ausbau eines Steinbearbeitungswerkes, das für die Dienststelle des Generalbauinspektors für die Reichshauptstadt (GBI), Albert Speer, arbeitete, eingesetzt. Ab 1942 wurde es zunächst teilweise, ab 1943 vollständig auf Rückgewinnung von Rohstoffen aus Beutegut umgestellt. So wurden insbesondere aus alten Metallkabeln wertvolle Rohstoffe für die Kriegswirtschaft, wie Kupfer, Blei, Gummi und Guttapercha gewonnen.
Im Juli 1942 hatte die Zahl der Gefangenen, die in dem Kommando arbeiteten, einen Stand von über 1000 erreicht. Bis Mitte 1943 wuchs das Kommando auf über 2000 und bis Mitte 1944 auf über 3000 Häftlinge an, womit es diejenige Arbeitsstelle des KZ Sachsenhausen war, die die größte Zahl von Häftlingen beschäftigte.
Das Kommando setzte sich überwiegend aus ausländischen Gefangenen zusammen, darunter Franzosen, Tschechen und Jugoslawen sowie 50–100 Angehörige der besonders verfolgten Gruppe der Sinti und Roma.